# 花園城 (愛荷華州)
花園城（英語：Garden City）是位於美國愛荷華州哈丁縣的一個人口普查指定地區。該地的面積和人口皆未知。

## 地理
花園城所處的海拔為高於海平面366米（即1201英呎），而該地所採用的時區為UTC-6，即北美中部時區（CST）。同時該地設有夏令時間，為UTC-6調快一小時，即UTC-5（CDT）。